# Selaginella hildebrandtii
Selaginella hildebrandtii là một loài dương xỉ trong họ Selaginellaceae. Loài này được A. Braun ex Hieron. mô tả khoa học đầu tiên năm 1901.